# 夏方
夏方（?—?），字文正，孫吳至西晉時期會稽永興人。夏方在十四歲時，家裡遭受瘟疫，父母叔伯等共有13人去世。夏方共花了3年埋葬所有尸體。夏方在孫吳時擔任仁義都尉，後升遷至五官中郎將。孫吳滅亡後，在西晉擔任高山令。在職三年後，夏方不再擔任官職並回到家裡，去世時享年87歲。

## 延伸阅读
[在维基数据编辑]
 《晉書·卷088》，出自房玄齡《晉書》